# Ordem pela Coragem Pessoal
A Ordem pela Coragem Pessoal (em russo: Орден «За личное мужество», tr. Orden "Za lichnoye muzhestvo") foi uma condecoração militar e civil da União Soviética e, posteriormente, da Federação Russa. Estabelecida pelo Presidium do Soviete Supremo da URSS em 28 de dezembro de 1988, teve seu estatuto e descrição definidos pelo mesmo decreto. O autor do design da ordem foi o artista Alexander Zhuk.
Foi a última ordem honorífica instituída na União Soviética e destinava-se a premiar atos de coragem e bravura excepcionais, como o salvamento de vidas, a manutenção da ordem pública, a proteção da propriedade estatal socialista, o combate ao crime e a atuação em desastres naturais ou outras situações de emergência. Qualquer cidadão da soviético e também houve premiações para estrangeiros. Até o final de 1991, foram concedidas 529 condecorações a cidadãos da URSS e mais de 100 a cidadãos estrangeiros.
Com a dissolução da União Soviética, a condecoração foi mantida no sistema de premiações da Rússia pelo decreto do Presidium do Soviete Supremo da Federação Russa em 2 de março de 1992. No entanto, em 1994, foi efetivamente substituída pela Ordem da Coragem, que apresenta um design diferente. Muitas medalhas da Ordem "Pela Coragem Pessoal" foram produzidas, mas grande parte delas não chegou a ser concedida.

## História
Em 22 de agosto de 1988, o Presidium do Soviete Supremo da URSS aprovou a Resolução "Sobre o aperfeiçoamento do sistema de condecorações do Estado", que determinava a criação da Ordem "Pela Coragem Pessoal". A nova condecoração deveria ser concedida a cidadãos que demonstrassem coragem e bravura no salvamento de vidas, na manutenção da ordem pública, na proteção da propriedade estatal socialista, no combate ao crime, em desastres naturais e em outras situações de emergência.  
O documento também encarregava o Ministério de Assuntos Internos da URSS e o Ministério da Justiça da URSS, com a participação de outras organizações interessadas, de elaborar e apresentar, no prazo de um mês, o estatuto da ordem e sua descrição.
O projeto da nova condecoração foi desenvolvido por Alexander Zhuk (1922─2002), que na época trabalhava como artista no Comitê Científico e Técnico da Administração Central de Suprimentos do Ministério da Defesa da URSS. Zhuk já era conhecido por ter criado os desenhos do Ordem da Amizade dos Povos, das medalhas comemorativas "50 anos das Forças Armadas da URSS", "70 anos das Forças Armadas da URSS" e de outras condecorações estatais. A matriz para a produção da ordem foi feita pelo gravador Sergey Mikhailovich Ivanov.
"A Ordem 'Pela Coragem Pessoal' foi criada como uma condecoração completamente nova, sem imposições prévias aos artistas. No entanto, me aconselharam a não ignorar elementos decorativos que eu já havia proposto anteriormente para um dos modelos da 'Ordem da Insígnia de Honra', que na época recebeu aprovação", relembrou posteriormente Zhuk.
Zhuk relatou que o trabalho na criação da nova condecoração foi realizado "de acordo com as regras antigas", e que, em pouco tempo, ele criou 18 esboços coloridos do projeto. "Mostraram-me alguns esboços de outros artistas da Casa da Moeda. Tudo parecia incrível, e os modelos joalheria eram simplesmente irresistíveis... E, de repente, fui informado de que Menteshashvili, o novo secretário do Presidium do Soviete Supremo da URSS, que substituiu Georgadze, aprovou um dos meus projetos, exatamente aquele que foi desenvolvido com base na anteriormente aprovada Ordem de Honra", recordou ele.
O decreto do Presidium do Soviete Supremo da URSS de 28 de dezembro de 1988 aprovou o estatuto e a descrição da Ordem "Pela Coragem Pessoal". Essa condecoração se tornou a última ordem honorífica instituída na União Soviética.
Em 25 de dezembro de 1991, a República Socialista Federativa Soviética da Rússia foi oficialmente renomeada para Federação Russa, conforme estabelecido por lei aprovada pelo Soviete Supremo da Rússia. No dia seguinte, em 26 de dezembro, a URSS deixou de existir, e a Rússia emergiu como um Estado independente. Em 21 de abril de 1992, o Congresso dos Deputados do Povo da Rússia ratificou a mudança, introduzindo as devidas emendas na Constituição da RSFSR, que entraram em vigor em 16 de maio de 1992, após a publicação oficial.  
Pelo decreto do Presidium do Soviete Supremo da Federação Russa de 2 de março de 1992, nº 2424-1, "Sobre as Condecorações Estatais da Federação Russa", algumas condecorações da era soviética foram temporariamente mantidas no sistema de premiações da Rússia, com ajustes em seus estatutos e descrições para adequação à nova simbologia do Estado russo. Entre as condecorações preservadas estava a Ordem "Pela Coragem Pessoal".
Entretanto, quando a nova estrutura de premiações foi oficialmente estabelecida pelo decreto presidencial de 2 de março de 1994, nº 442, a Ordem "Pela Coragem Pessoal" não foi incluída no sistema de condecorações da Federação Russa.

## Estatuto
De acordo com o estatuto da Ordem "Pela Coragem Pessoal", aprovado pelo decreto do Presidium do Soviete Supremo da URSS em 28 de dezembro de 1988, a condecoração foi estabelecida "para premiar cidadãos da URSS por coragem e bravura demonstradas no resgate de pessoas, na manutenção da ordem pública e na proteção da propriedade socialista, no combate ao crime, em desastres naturais e em outras circunstâncias excepcionais".
A condecoração era concedida pelos seguintes atos:  
- Pela bravura demonstrada no resgate de pessoas e na prevenção de ataques criminosos contra suas vidas;
- Pela coragem em situações de alto risco durante a manutenção da ordem pública, a defesa da propriedade socialista, a captura de criminosos e a descoberta de organizações criminosas;
- Pela resistência e determinação demonstradas durante desastres naturais, incêndios, acidentes e outras emergências, ou na eliminação de suas consequências, garantindo a segurança de vidas humanas e a preservação de valores materiais e culturais significativos;
- Por outras ações altruístas realizadas no cumprimento do dever civil ou profissional em condições que representassem risco à vida.

A Ordem "Pela Coragem Pessoal" era usada no lado esquerdo do peito e, na presença de outras ordens da URSS, era posicionada após a Ordem de Honra.

## Descrição

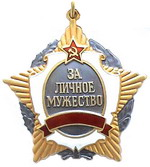
Distintivo da Ordem "Pela Coragem Pessoal" em 1992-1994; a inscrição "URSS" está faltando

A Ordem "Pela Coragem Pessoal" tem o formato de uma estrela pentagonal levemente convexa, com sua superfície composta por raios divergentes. Nos espaços entre os ângulos obtusos da estrela, há um ramo de carvalho no lado esquerdo e um ramo de louro no lado direito, unidos na parte inferior.
No centro da estrela, há um escudo com formato oval ligeiramente convexo, contornado por uma borda. Na parte superior do escudo, encontra-se uma estrela vermelha de cinco pontas com a foice e o martelo. Abaixo dela, está a inscrição em relevo "PELA CORAGEM PESSOAL" (em russo: «ЗА ЛИЧНОЕ МУЖЕСТВО»; "ZA LICHNOYE MUZHESTVO"). Na parte inferior do escudo, há uma fita com a inscrição "URSS" (em russo: «CCCP»). Como o decreto do Presidium do Soviete Supremo da Federação Russa de 2 de março de 1992 exigia a adaptação das condecorações soviéticas à simbologia russa, as medalhas concedidas entre 1992 e 1994 não continham essa inscrição.  
A medalha era feita de prata, com a estrela de raios, a foice e o martelo e as inscrições banhadas a ouro. A estrela e a fita eram revestidas com esmalte vermelho-rubi, contornadas por bordas douradas. As bordas do escudo eram esmaltadas em branco, com as bordas interna e externa douradas. Os ramos de carvalho e louro, bem como o centro do escudo, eram oxidados.  
A distância entre as pontas opostas da estrela era de 45 milímetros. A altura total da condecoração era de 48 milímetros, a largura de 44,5 milímetros e o peso total (33,250 ± 1,62) gramas.  
A Ordem era fixada a uma base pentagonal, coberta por uma fita de moiré de seda vermelha, com três listras longitudinais brancas nas bordas. A largura total da fita era de 24 milímetros, e a largura das listras brancas era de 1 milímetro.

## Premiados

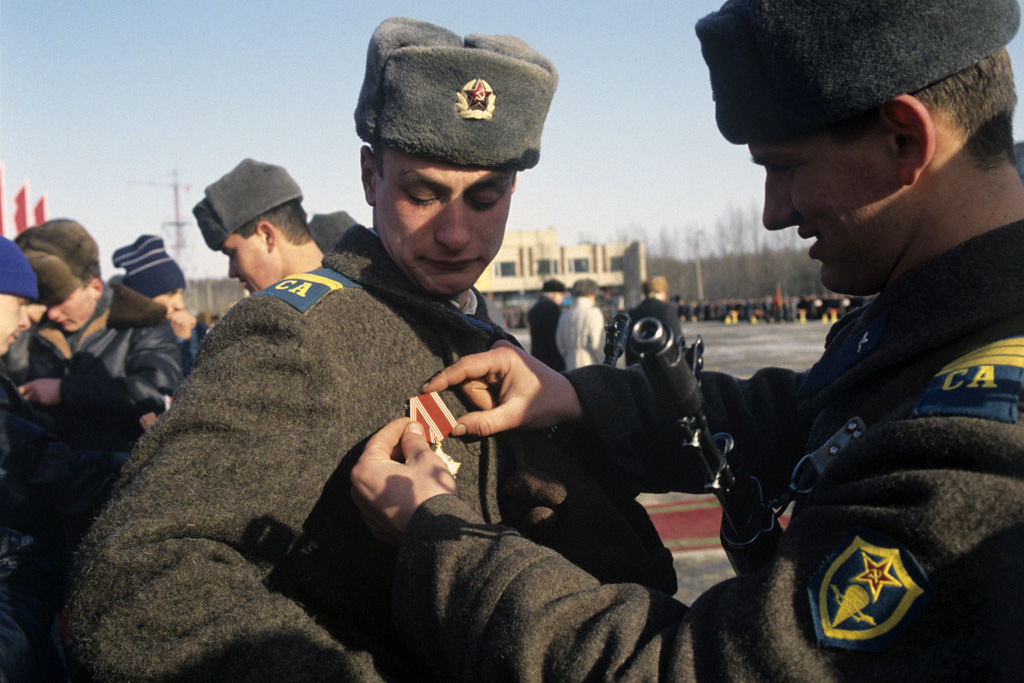
Sargento B. Mazurov, à esquerda, da 106ª Divisão Aerotransportada de Guardas de Tula, que se destacou no Afeganistão, recebendo a Ordem "Pela Coragem Pessoal"

A primeira condecoração com a Ordem "Pela Coragem Pessoal" ocorreu em 3 de fevereiro de 1989 quando foi concedida à professora Natalia Vladimirovna Efimova, da escola nº 42 da cidade de Ordzhonikidze (atual Vladikavkaz).Em 1º de dezembro de 1988, um grupo de criminosos armados sequestrou um ônibus escolar com alunos do 4º ano. Efimova voluntariamente permaneceu no veículo, apoiando as crianças até o fim das negociações com os sequestradores. O presidente da URSS, Mikhail Gorbatchov, entregou pessoalmente a medalha nº 1 à professora em uma cerimônia no Kremlin de Moscou. O segundo condecorado foi o coronel da KGB, Y. S.Kirsanov, que participou da operação de resgate dos reféns.
Até o final de 1991, foram realizadas 529 condecorações a cidadãos soviéticos e mais de 100 a estrangeiros. A Casa da Moeda de Leningrado produziu cerca de 8.000 medalhas da ordem. Entre os notáveis agraciados estavam oito alpinistas esportivos que participaram da expedição de escalada na face sul do Monte Lhotse, no Nepal, em outubro de 1990. O pesquisador e doutor em direito A. M. Rogov destacou que a Ordem "Pela Coragem Pessoal" foi uma das últimas grandes condecorações soviéticas ligadas às forças de segurança pública.
Por meio do decreto do Presidium do Soviete Supremo da URSS de 21 de dezembro de 1991, foram realizadas algumas das últimas condecorações com a Ordem "Pela Coragem Pessoal" como uma distinção estatal da URSS. As premiadas foram Lidia Ivanovna Avetyan e Antonina Georgievna Pivovarova, funcionárias da Casa de Repouso Central de Barnaul, que se destacaram no resgate de pessoas durante um incêndio, assim como três trabalhadores da fazenda "Gornoslinkino" (região de Uvat, Oblast de Tiumen), que conseguiram capturar um grupo de criminosos especialmente perigosos. O último prêmio a militares das Forças Armadas da URSS foi concedido em 19 de dezembro de 1991, quando seis oficiais e um sargento foram premiados por sua coragem e bravura no cumprimento do dever militar. O sargento foi condecorado postumamente.
A primeira condecoração com a Ordem "Pela Coragem Pessoal" como uma distinção estatal da Federação Russa ocorreu em 10 de junho de 1992. Os agraciados foram trabalhadores da "Krasnoyarsklesprom", uma organização de produção, que se destacaram no combate a um incêndio e no resgate de valiosas propriedades materiais: Vladimir Ivanovich Butylkin, Mansur Khambalovich Zaripov, Vasily Nikolaevich Pokrovetsky e Sergey Vladimirovich Spiridonov.
De acordo com o pesquisador K. A. Shchegolev, a partir desse momento, a maioria das condecorações com a Ordem "Za Lichnoye Muzhestvo" foi destinada a cidadãos que se destacaram na captura de criminosos perigosos. Entre os premiados, ele menciona especialmente os campeões dos Jogos Paralímpicos Rima Batalova e Sergei Sevastyanov, 16 trabalhadores da agência "RIA Novosti", 9 da agência "Interfax", o locutor Vladimir Berezin, e o professor I. I. Kopachev da escola secundária de Kasplyan, Oblast de Smolensk.
Por decreto presidencial da Federação Russa de 7 de outubro de 1993, nº 1613, com a justificativa de "coragem e bravura demonstradas ao cumprir o dever de serviço durante a cobertura dos eventos de 3 e 4 de outubro de 1993 em Moscou", um grupo de jornalistas e trabalhadores da mídia foi agraciado. Entre os premiados estava o fotógrafo Vladimir Nikolayevich Mashatin, correspondente do jornal "Izvestia" e marido de Natalia Efimova, a primeira agraciada com a ordem. Este é o único caso em que marido e mulher receberam a mesma condecoração.
Entre 1992 e 1994, quatro cidadãos estrangeiros também foram agraciados com a Ordem "Pela Coragem Pessoal":
- Paul Lesve Tretwi (Reino Unido) — sargento sênior da Real Força Aérea Britânica, participou do resgate de marinheiros russos do navio "Kartli";
- Richard Weber (Canadá) — participante da expedição de esqui ao Polo Norte;
- Jean-Pierre Haigneré (França) — cosmonauta;
- Rory Peck (Reino Unido, postumamente) — jornalista de televisão, cobriu os eventos de outubro de 1993 em Moscou.

Os últimos condecorados com a ordem foram Alexander Vladimirovich Korobeynikov, vice-governador do Krai de Stavropol, e Ivan Efimovich Tsyplikhin, guarda-florestal da Floresta Issinsky, do distrito florestal de Luninsk, Oblast de Penza. Tsyplikhin foi premiado postumamente. A premiação ocorreu por decreto presidencial de 28 de outubro de 1994.

## Prêmios semelhantes em estados pós-soviéticos

### Rússia
Por meio do decreto presidencial da Federação Russa de 2 de março de 1994, nº 442, "Sobre as Condecorações Estatais da Federação Russa", foi estabelecida a Ordem da Coragem, juntamente com outras condecorações. De acordo com o estatuto da ordem, aprovado pelo decreto presidencial da Federação Russa de 7 de setembro de 2010, nº 1099, "Sobre Medidas para Aperfeiçoar o Sistema de Condecorações Estatais da Federação Russa", a Ordem da Coragem é concedida aos cidadãos russos que "demonstraram dedicação, coragem e bravura na proteção da ordem pública, no combate ao crime, no resgate de pessoas durante desastres naturais, incêndios, catástrofes e outras situações de emergência, assim como por ações ousadas e decisivas realizadas no cumprimento do dever militar, civil ou oficial, em condições de risco para a vida". O estatuto também prevê a possibilidade de conceder a ordem a cidadãos estrangeiros em casos específicos.
O pesquisador e candidato a doutor em história, A. I. Goncharov, caracteriza a Ordem da Coragem como um análogo da antiga Ordem "Pela Coragem Pessoal" da União Soviética. K. A. Shchegolev também afirma que a Ordem "Pela Coragem Pessoal" foi transformada na Ordem da Coragem.

### Bielorrússia
A Ordem "Pela Coragem Pessoal" (em bielorrusso: Ордэн «За асабістую мужнасць», Orden "Za asabistuyu muzhnasć") também faz parte do sistema de condecorações da Bielorrússia. Ela foi instituída pela Lei da República da Bielorrússia de 13 de abril de 1995, nº 3726-XII, "Sobre as condecorações estatais da República da Bielorrússia".
De acordo com o estatuto da ordem, ela é concedida a cidadãos da Bielorrússia por:  
- Coragem excepcional e bravura pessoal demonstradas no cumprimento do dever militar, civil ou profissional;
- Atos altruístas realizados em circunstâncias extremas;
- Coragem demonstrada na proteção da fronteira do Estado;
- Bravura na manutenção da ordem pública;
- Ações ousadas e decisivas em situações que envolvam risco de vida.

### Transnístria
Na estrutura de condecorações da autoproclamada República Moldava Transnístria, também existe a Ordem "Por Coragem Pessoal". Ela foi instituída pelo decreto presidencial de 27 de janeiro de 1995, nº 27, "Sobre a aprovação do regulamento das condecorações estatais da República Moldava Transnístria". A ordem é destinada a premiar atos de excepcional bravura, dedicação e coragem demonstrados na defesa da República Moldava Transnístria.